# Odontolakis speculata
Odontolakis speculata är en insektsart som beskrevs av Brongniart 1897. Odontolakis speculata ingår i släktet Odontolakis och familjen vårtbitare. Inga underarter finns listade i Catalogue of Life.